# Geophagus brachybranchus
Geophagus brachybranchus är en fiskart som beskrevs av Kullander och Nijssen, 1989. Geophagus brachybranchus ingår i släktet Geophagus och familjen Cichlidae. IUCN kategoriserar arten globalt som livskraftig. Inga underarter finns listade i Catalogue of Life.